# Su凸ko D凹koi
Su凸ko D凹koi（すっとこどっこい）は、日本の３人組ガールズバンド。略称は「Su凸ko」

## メンバー
- どい…ボーカル・ベース・村上春樹担当。

東京都出身（生まれは神戸市） 誕生日：7月18日
・成人後、運転免許を取得するべく自動車教習所に通う際、あまりにも話が通じずお母さんを呼ばれたことがある。猫とうさぎを飼っている。ハムスターを10匹飼っていたこともある。
- なお…ギター・コーラス・熊谷パンクス担当（2021年〜）

熊谷市出身 誕生日：8月26日
・2019年頃よりライブハウス「池袋Ａｄｍ」のスタッフ兼Su凸ko D凹koiのマネージャースタッフとして活躍していたが、前ギター＆コーラスのりなぱる脱獄に伴い、バンドの活動停止を危惧し自らギターを担当することを決意、2021年2月のおうむ生誕祭より正式にメンバーとして加入した。
・Su凸ko D凹koiに加入するまでギターは未経験。ライブハウス池袋Ａｄｍにスタッフ（スーパーヴァイザー）として勤務している。弟が２人、実家で犬(ピットブル)を飼っている。運転免許を取得するべく自動車教習所に通う際、実習中に曲がる場所を間違えてドライブスルーに入ってしまったことがある。
- 二宮...ドラムス・コーラス・漢検5級担当

高知県出身 誕生日：5月15日
・学生時代に吹奏楽でドラムを叩いていた経験があり、前ドラマーおうむの脱獄以降、池袋Ａｄｍのスタッフでなおの友人でもあった縁からお誘いを受け、半年ほどサポートドラマーを経験した後に2025年1月より正式メンバーとして加入した。
・生まれて初めて行ったライブは小田和正。無免許。

### 旧メンバー
- りな…ギター・コーラス担当。

神奈川県出身　誕生日：9月8日
所属期間は2010年1月～2020年7月
2023年から「スペシャルりなぱる」の名前でさめざめ with バナナとドーナッツに参加。
- おうむ…ドラムス・コーラス・川柳歌人担当。リーダー。

東京都出身　誕生日：2月23日
所属期間は2010年1月～2024年5月
和菓子を作るのが得意。2025年2月14日より助っ人集団☆石井ジャイアンツのドラマーとして加入。

## 概要
高校時代に通う予備校で出会った、どい、りな、おうむによる3名のオリジナルメンバーにより2010年に結成。3人はその後某音楽大学の同級生となった。
キャッチコピーは「女は怖い。でも、可愛い。」。
ストレートなパンクロックサウンドに乗せ、人前では決して口にしないような女子の本音を過激に歌っている。

## ディスコグラフィ

### 配信限定シングル
| 発売日        | タイトル                 | 備考                   |
| ------------- | ------------------------ | ---------------------- |
| 2023年2月23日 | 戻れないふたり           | 3ヶ月連続リリース第1弾 |
| 2023年3月21日 | 風俗嬢との恋             | 3ヶ月連続リリース第2弾 |
| 2023年4月22日 | セフレの飼ってる犬       | 3ヶ月連続リリース第3弾 |
| 2024年2月28日 | ぼーんず・あんど・おーる | 先行リリース           |

## ミュージックビデオ
| 公開日     | 監督                      | 曲名                       | 備考                         |
| ---------- | ------------------------- | -------------------------- | ---------------------------- |
| 2015/09/15 | 吉田ハレラマ / 吉田幸之助 | 店長、私バイト辞めます。   |                              |
| 2015/10/21 |                           | ブス                       |                              |
| 2016/09/23 | 吉田ハレラマ              | 元カノ地獄                 |                              |
| 2017/03/15 | 吉田ハレラマ              | セックスレスピストルズ     |                              |
| 2017/10/06 | 吉田ハレラマ              | MOMANAIDE                  |                              |
| 2018/07/31 | 吉田ハレラマ              | ゆうと                     |                              |
| 2019/02/22 |                           | あわてんぼうの彼氏         |                              |
| 2019/09/07 |                           | ホームレスアイドル         |                              |
| 2020/05/29 | アヅマシゲキ              | #おじさんのいる生活σ(^_^;) |                              |
| 2023/02/23 | 吉田ハレラマ              | 戻れないふたり             |                              |
| 2023/03/21 | 吉田ハレラマ              | 風俗嬢との恋               |                              |
| 2023/04/22 | 吉田ハレラマ              | セフレの飼ってる犬         |                              |
| 2024/02/28 | 上田優加                  | ぼーんず・あんど・おーる   |                              |
| 2024/03/13 | 大野敏嗣                  | 恋盛りSEXY                 | お笑い芸人のエルフ荒川が出演 |

## タイアップ
| 曲名                       | タイアップ                                             |
| -------------------------- | ------------------------------------------------------ |
| #おじさんのいる生活σ(^_^;) | テレビ朝日系「musicるTV」2020年6月度オープニングテーマ |

## 主なライブ

### ワンマンライブ・主催イベント
- 出演イベント

- 01月19日 - ボヤケルズ1stアルバム「上京48日目」ツアーファイナル ～僕らの東京1年祭～
- 05月31日 - ティッシュタイム VOL.57
- 06月07日 - SAKAE SP-RING 2014
- 11月05日 - CBA×GARDEN presents JUNK ROYALE vol.10